# Mental Destruction
Mental Destruction (englisch Geistige Zerstörung) ist eine 1989 gegründete schwedische Band, deren Musik dem Post-Industrial-Substil Death Industrial zugerechnet wird. Die Gruppe tat sich im Genre durch ihre orthodox christliche Ausrichtung hervor.

## Geschichte
Die Band Mental Destruction wurde 1989 in Schweden von den Brüdern Samuel und David Durling mit Jonas Blåberg gegründet. Die Band debütierte im selben Jahr mit der Kassette When Madness Strikes, die in den folgenden Jahren mehrfach wiederveröffentlicht wurde. Beim Post-Industrial-Label Cold Meat Industry erschien 1991 das Album The Intensity of Darkness. Nach einer Tournee 1994 verließ Blåberg die Gruppe, und die Durling-Brüder nahmen 1996 als Duo das ebenfalls über Cold Meat Industry veröffentlichte Album Straw auf. Mit der Single Before the Night erschien ein vorerst letzter Tonträger des Projektes. Bis zum Jahr 2005 trat die Gruppe sporadisch international auf. Trotz der ausbleibenden Veröffentlichungen gab die Band an, weiter aktiv zu sein.

## Stil
Die von Mental Destruction gespielte Musik bietet eine eigene Interpretation des Post-Industrial-Stils, für den Cold Meat Industry bekannt wurde. Als orthodoxe christliche Death-Industrial-Band konfrontierte Mental Destruction den Hörer klanglich und ideologisch abseits der Stereotype des Subgenres. Die Texte sind Ausdruck der christlichen Überzeugung. Im Spektrum der Industrial-Musik könne man „mit Sicherheit sagen, dass Mental Destruction (die schwedischen Brüder David und Samuel Durling) in ihrer schieren brutalen Intensität einzigartig sind“.
Extrem verzerrter und manchmal aggressiver Gesang wird mit Geräuschen und verschiedenen Effekten unterlegt die als tonnenweise Krach, Knallen, Schreien und seltsame Geräuschen beschrieben werden. Das Keyboard wird dabei nur selten erkennbar genutzt.

## Diskografie
- 1989: When Madness Strikes (Album, Metal Cross Productions; 1995: Cold Meat Industry)
- 1991: The Intensity of Darkness (Album, Cold Meat Industry)
- 1996: Straw (Album, Cold Meat Industry)
- 2001: Before the Night (Single, Ant-Zen)